# San Miguel de Ordeix
San Miguel de Ordeix (oficialmente y en catalán Sant Miquel d'Ordeig) es una localidad que forma parte del municipio de Las Masías de Voltregá, en la comarca de Osona, provincia de Barcelona. Se halla al oeste de Viñolas de Oris y cerca de la riera de Talamanca. 
Su población a 1 de enero de 2013 era de 10 habitantes (3 varones y 7 mujeres).

## Historia
La primera documentación de San Miguel de Ordeix es de 976. En 1840 pasó a formar parte del municipio de Las Masías de Voltregá.

## Lugares de interés
- Iglesia de San Miguel, de origen románico, restaurada en 1978.